# The Battle Hymn of the Republic
The Battle Hymn of the Republic („Die Schlachthymne der Republik“) ist ein amerikanisches patriotisches Lied.
Den Text verfasste die Abolitionistin Julia Ward Howe während des Amerikanischen Bürgerkrieges. Nach dem Besuch eines Feldlagers der Truppen der Nordstaaten schrieb sie neue Verse zum populären abolitionistischen Marsch John Brown’s Body. Im Februar 1862 wurden sie im Atlantic Monthly erstmals abgedruckt. The Battle Hymn of the Republic erklingt häufig bei national bedeutsamen Ereignissen, so etwa bei der Beerdigung Robert F. Kennedys und Ronald Reagans; auch bei der Beisetzung des ehemaligen britischen Premierministers Winston Churchill wurde sie gespielt.

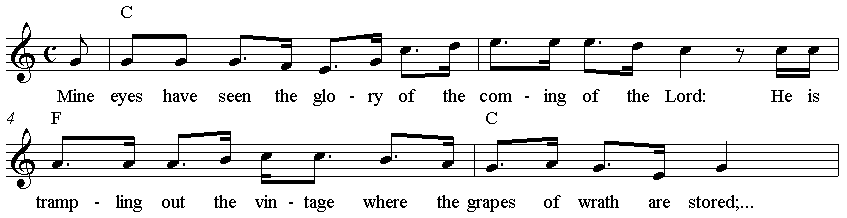
Battle Hymn of the Republic, Beginn der ersten Strophe

## Text
Der deutsche Text ist keine Übersetzung, sondern eine Nachdichtung:
| Mine eyes have seen the glory of the coming of the Lord: He is trampling out the vintage where the grapes of wrath are stored; He hath loosed the fateful lightning of His terrible swift sword: His truth is marching on. Refrain: Glory, glory, hallelujah! Glory, glory, (glory) hallelujah! Glory, glory, hallelujah! His truth is marching on I have seen Him in the watch-fires of a hundred circling camps, They have builded Him an altar in the evening dews and damps; I can read His righteous sentence by the dim and flaring lamps: His day is marching on. I have read a fiery gospel writ in burnished rows of steel: “As ye deal with my contemners, so with you my grace shall deal; Let the Hero, born of woman, crush the serpent with his heel, Since God is marching on.” He has sounded forth the trumpet that shall never call retreat; He is sifting out the hearts of men before His judgment-seat: Oh, be swift, my soul, to answer Him! Be jubilant, my feet! Our God is marching on. In the beauty of the lilies Christ was born across the sea, With a glory in his bosom that transfigures you and me: As he died to make men holy, let us die to make men free, While God is marching on. He is coming like the glory of the morning on the wave, He is wisdom to the mighty, He is honour to the brave; So the world shall be His footstool, and the soul of wrong His slave, Our God is marching on. | Mein Auge sah die Ankunft unseres Herrn in ihrem Ruhm. Er stampfet aus die Kelter, wo des Zornes Früchte ruhn; Es blitzt sein schrecklich schnelles Schwert, kündet Unheil bösem Tun: Seine Wahrheit schreitet fort. Refrain: Rühmt ihn, rühmt ihn, Halleluja! Seine Wahrheit schreitet fort. In hunderten von Lagerfeuern sah ich sein Gesicht, — Im Tau und Dunst des Abends ein Altar ward ihm erricht’: Sein Richterspruch erscheint vor mir im trüben Lampenlicht: Sein Tag schreitet voran. In glatten Stahl graviert die Botschaft klang wie Glockenton: „Kampf gegen die Verächter findet meiner Gnade Lohn. Es zermalmt den Kopf der Schlange endlich nun der Menschensohn, Denn Gott schreitet voran.“ Er stieß in die Trompete, die zum Rückzug niemals ruft, Nun richtet er die Herzen, die erweckt’ er aus der Gruft. – So eile, meine Seele, heb’ dich jubelnd in die Luft, — Unser Gott schreitet voran. In der Schönheit der Lilien Christ geboren dir und mir, — Wir, verklärt von seinem Glanze, sammeln uns um sein Panier. – Wie er starb als unser Heiland, als Befreier sterben wir, – Und Gott schreitet voran. Sein Kommen gleicht dem Strahlen morgendlicher Sonnenpracht, Den Herrschern Weisheit und den Tapfern Ehre er vermacht. Sein Reich auf unsrer Erde, es ist endlich nun vollbracht: Unser Gott marschiert voran. |

## Deutung
Howes Text ist Ausdruck einer nicht nur religiösen, sondern nachgerade millenaristischen Deutung des Amerikanischen Bürgerkriegs, die die politische Rhetorik, besonders aber die öffentliche Wahrnehmung des Konflikts in den Nordstaaten prägte. Edmund Wilson sieht in der Battle Hymn wie auch in den Reden des Abolitionisten William Lloyd Garrison ein Hervorbrechen des alten, fanatischen neuenglischen Calvinismus. Er habe die Grundlage für einen ungemein wirkmächtigen Mythos vom Krieg gegen die Südstaaten als einem heilsgeschichtlich bedeutsamen Kampf gegen die Mächte des Bösen geliefert, der in nüchterneren Darstellungen der politischen oder ökonomischen Gründe des Krieges oft außer Acht gelassen werde, aber grundlegend für sein Verständnis sei. Die Sache der Union als Sache Gottes prägte viele politische Reden der Zeit, war aber insbesondere in den zahllosen patriotischen Gedichten und Liedern allgegenwärtig, die in den Kriegsjahren als Flugblätter weite Verbreitung fanden.
In der Battle Hymn finden sich so zahlreiche mehr oder minder offensichtliche Verweise auf Bibelstellen. Andere Zeilen lassen sich kaum auf konkrete Bibelstellen beziehen, auch wenn sie in biblischer Diktion gehalten sind. So sind etwa die watch-fires of a hundred circling camps oder die burnished rows of steel wohl als Ausdruck des ganz konkreten Kriegsgeschehens zu deuten, inmitten dessen Howe die Battle Hymn verfasste. Das zentrale Motiv, das in der ersten Zeile eingeführt („the glory of the coming of the Lord“) und in der Schlusszeile jeder Strophe wieder aufgegriffen wird („His truth is marching on,“ „His day is marching on.“ usf.) ist der Tag des Herrn der biblischen Prophezeiung. Der Krieg wird somit als Beginn der Wirren der Endzeit dargestellt, die der Wiederkunft Jesu Christi und dem Jüngsten Gericht unmittelbar vorausgehen sollen; die Sache der Union ist die Sache Gottes, der Vormarsch ihrer Armeen ein Vorzeichen des nahenden Gottesreichs. Insbesondere bezieht sich Howe in der ersten Strophe wohl auf die Prophezeiung in Jes 63,1–6:
| | |
| “1 Who is this that cometh from Edom, with dyed garments from Bozrah? this that is glorious in his apparel, travelling in the greatness of his strength? I that speak in righteousness, mighty to save. 2 Wherefore art thou red in thine apparel, and thy garments like him that treadeth in the winefat? 3 I have trodden the winepress alone; and of the people there was none with me: for I will tread them in mine anger, and trample them in my fury; and their blood shall be sprinkled upon my garments, and I will stain all my raiment. 4 For the day of vengeance is in mine heart, and the year of my redeemed is come. 5 And I looked, and there was none to help; and I wondered that there was none to uphold: therefore mine own arm brought salvation unto me; and my fury, it upheld me. 6 And I will tread down the people in mine anger, and make them drunk in my fury, and I will bring down their strength to the earth.” | „1 Wer ist der, der von Edom kommt, mit rötlichen Kleidern von Bozra, der so geschmückt ist in seinen Kleidern und einherschreitet in seiner großen Kraft? »Ich bin’s, der in Gerechtigkeit redet, und bin mächtig zu helfen.« 2 Warum ist denn dein Gewand so rotfarben und dein Kleid wie das eines Keltertreters? 3 »Ich trat die Kelter allein, und niemand unter den Völkern war mit mir. Ich habe sie gekeltert in meinem Zorn und zertreten in meinem Grimm. Da ist ihr Blut auf meine Kleider gespritzt, und ich habe mein ganzes Gewand besudelt.4 Denn ich hatte einen Tag der Vergeltung mir vorgenommen; das Jahr, die Meinen zu erlösen, war gekommen.5 Und ich sah mich um, aber da war kein Helfer, und ich verwunderte mich, dass niemand mir beistand. Da musste mein Arm mir helfen, und mein Zorn stand mir bei. 6 Und ich habe die Völker zertreten in meinem Zorn und habe sie trunken gemacht in meinem Grimm und ihr Blut auf die Erde geschüttet.«“ |

Diese Verse hatte schon der Historiker Thomas Babington Macaulay in seinem 1824 veröffentlichten Gedicht The Battle of Naseby aufgegriffen, das Howe wohl bekannt war. Es beschreibt mit vielfachen Anspielungen auf die Heilige Schrift die Schlacht von Naseby 1645 und vergleicht wie Jesaja die siegreichen, blutbeschmierten Truppen Cromwells mit Keltertretern.
Die berühmte Wendung von den grapes of wrath findet sich so nicht in der Bibel, naheliegend sind jedoch Bezüge zu Offb. 14, 19–20:
| | |
| “19 And the angel thrust in his sickle into the earth, and gathered the vine of the earth, and cast it into the great winepress of the wrath of God. 20 And the winepress was trodden without the city, and blood came out of the winepress, even unto the horse bridles, by the space of a thousand and six hundred furlongs.” | „19 Und der Engel setzte sein Winzermesser an die Erde und schnitt die Trauben am Weinstock der Erde und warf sie in die große Kelter des Zornes Gottes. 20 Und die Kelter wurde draußen vor der Stadt getreten, und Blut floss von der Kelter bis an die Zäume der Pferde, tausendsechshundert Stadien weit.“ |

In Verbindung mit dem „furchtbaren, schnellen“ Schwert Gottes aus der dritten Zeile findet sich das Bild von der Weinkelter als Instrument des göttlichen Zornes in der Offenbarung des Johannes (19, 15):
| | |
| “And out of his mouth goeth a sharp sword, that with it he should smite the nations: and he shall rule them with a rod of iron: and he treadeth the winepress of the fierceness and wrath of Almighty God.” | „Und aus seinem Munde ging ein scharfes Schwert, dass er damit die Völker schlage; und er wird sie regieren mit eisernem Stabe; und er tritt die Kelter, voll vom Wein des grimmigen Zornes Gottes, des Allmächtigen.“ |

In der Manuskriptversion verwendete Howe noch das Wort winepress für das schließlich in der Druckfassung zu findende vintage, was den Bezug auf diese Passage umso offensichtlicher macht. Dass der Kriegsgegner, die Südstaaten, in diesem endzeitlichen Szenario mit dem Antichristen im Bunde ist, legt spätestens die dritte Strophe nahe, in der erfleht wird, der „Held“ (Hero, ein Wort, das sich im Übrigen in der gesamten King-James-Bibel nicht findet) möge die Schlange „unter seiner Ferse zermalmen“ (crush; in der King-James-Version der Bibel heißt es in der Erzählung vom Sündenfall demgegenüber: shall bruise thy head; 1. Mos 3,15). Die vierte Strophe schließlich beschwört das Jüngste Gericht, da Er sein Urteil über Heil und Verdammnis der Menschen sprechen wird (He is sifting out the hearts of men before His judgment-seat) und mahnt, sich deshalb nun ihm zu verschreiben (Oh, be swift, my soul, to answer Him!). Das Heilsversprechen wird in der fünften Strophe bekräftigt (with a glory in his bosom that transfigures you and me) und mit einem Aufruf zur kampfmutigen Todesverachtung (let us die to make men free) verknüpft.

## Trivia
- Der Titel von John Steinbecks Roman „The Grapes of Wrath“ (deutsch „Früchte des Zorns“) ist ein Zitat aus dem zweiten Vers der Schlachthymne, der seinerseits auf Jes 63,3 LUT[8] bzw. Offb 14,19 LUT[9] verweist.
- Auch John Updike bezieht sich konkret auf die Schlachthymne; sein Roman Gott und die Wilmots heißt im amerikanischen Original nach den ersten Worten der 5. Strophe In the Beauty of the Lillies.
- Die deutsche „Division Blenker“, welche unter der Führung des 1848ers Ludwig Blenker am Sezessionskrieg auf der Seite der Union teilnahm, sang die Battle Hymn mit eigenständigem deutschsprachigem Text unter dem Titel „Wir sind Deutsche und wir kämpfen für die Freiheit der Union“[10].
- Mark Twain schrieb 1901 eingedenk des Spanisch-Amerikanischen Krieges die Parodie „The Battle Hymn of the Republic, Updated“[11], in der er den amerikanischen Imperialismus angriff.
- Nach dem letzten der drei Selma-nach-Montgomery-Märsche trug Martin Luther King, Jr. am 25. März 1965 zum Schluss seiner Rede in Montgomery die erste und vierte Strophe der Hymne vollständig vor.[12] Am Ende seiner letzten Rede I’ve Been to the Mountaintop in Memphis (Tennessee) am 3. April 1968, dem Tag vor seiner Ermordung, zitierte er den ersten Vers: “Mine eyes have seen the glory of the coming of the Lord.”[13]
- Der Film Wer den Wind sät (1960) endet mit der Melodie der Hymne, als Henry Dummond (Spencer Tracy) den Gerichtssaal verlässt. Sie war zuvor auch schon die von John Brown’s Body gewesen.

## Nachweise
1. ↑  Wilson: Patriotic Gore. 1962, S. 91–92.
2. ↑  Alica Fahs: The Imagined Civil War. Popular Literature of the North & South, 1861–1865. Reprinted edition. University of North Carolina Press, Chapel Hill NC u. a. 2003, ISBN 0-8078-5463-8, S. 77–79.
3. ↑  Snyder: The Biblical Background of the „Battle Hymn of the Republic“. In: The New England Quarterly. Bd. 24, Nr. 2, 1951, S. 231–238, hier S. 233–234.
4. ↑  Wilson: Patriotic Gore. 1962, S. 92.
5. ↑  Thomas Babington Macaulay: The Battle of Naseby. In: Edmund Clarence Stedman (Hrsg.): A Victorian anthology. 1837–1895. Selections illustrating the editor's critical review of British poetry in the reign of Victoria. Riverside Press, Cambridge 1895, S. 27–29.
6. ↑  Wilson: Patriotic Gore. 1962, S. 93–94.
7. ↑  Wilson: Patriotic Gore. 1962, S. 96.
8. ↑  https://www.kingjamesbibleonline.org/Isaiah-63-3/
9. ↑  https://www.kingjamesbibleonline.org/Revelation-14-19/
10. ↑  Wir sind Deutsche und wir kämpfen.
11. ↑  http://www.sacred-texts.com/aor/twain/notkill.htm
12. ↑  https://kinginstitute.stanford.edu/our-god-marching
13. ↑  https://www.afscme.org/about/history/mlk/mountaintop